# Simon Gerrans
Simon Gerrans (Melbourne, 16 de mayo de 1980) es un ciclista australiano, profesional desde 2004 hasta 2018. Su último equipo fue el BMC Racing Team. Era un especialista clasicómano que destacaba por su punta de velocidad, lo que le ayudó a ganar etapas en las tres grandes y monumentos del ciclismo como la Lieja-Bastoña-Lieja o la Milán-San Remo.

## Carrera

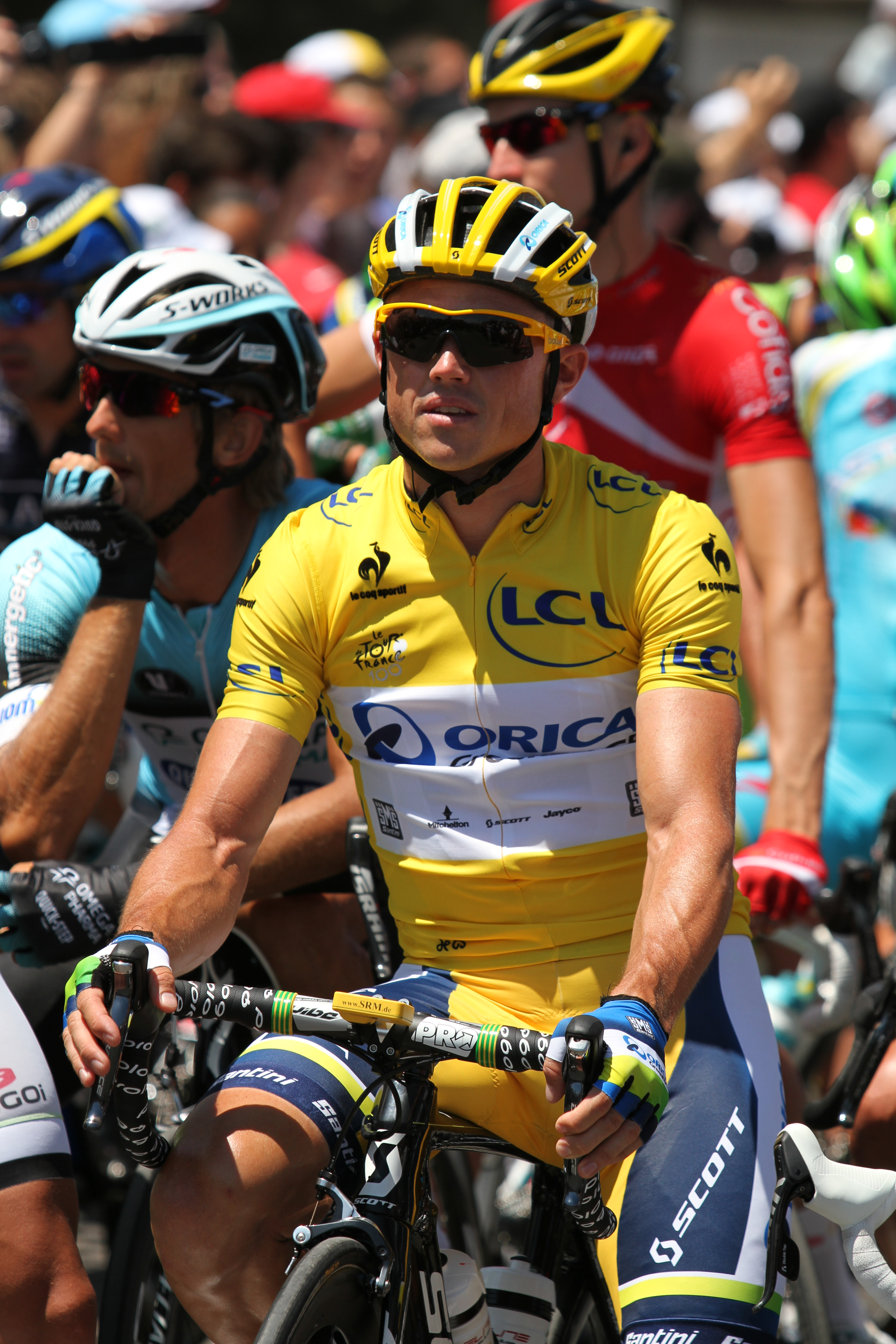
Gerrans con el maillot de líder en el Tour de Francia 2013.

Simon Gerrans comenzó a practicar el ciclismo a la edad de 17 años, aconsejado por Phil Anderson, como método de rehabilitación después de un accidente de motocross en el que se había lesionado la rodilla. 
En 2002, terminó quinto en el Campeonato de Australia de Ciclismo en Ruta , y se llevó el título sub-23. Luego pasó a correr como aprendiz con el equipo Carvalhelhos-Boavista, con sede en Portugal a partir del 1 de septiembre de 2003 y luego como aprendiz para el Ag2r Prévoyance. Se convirtió en profesional en 2005, con el equipo francés, y participó en su primer Tour de Francia en el mismo año.
En 2008, Gerrans corrió para el equipo Crédit Agricole. Ganaría la etapa 15 del Tour de Francia, el punto más alto de su carrera hasta el momento. 
Tras la desaparición del equipo Crédit Agricole, Gerrans firmaría por el Cervélo Test Team para la temporada 2009. Participó del Giro de Italia y lograría conseguir la victoria en la 14.ª etapa, siendo el primer triunfo en una gran vuelta de su equipo el Cervélo Test Team. A pesar de la victoria del año anterior, no fue incluido en la lista de convocados para el Tour de Francia 2009. Sí lo hizo en la Vuelta a España donde ganó la 10 ª etapa, convirtiéndose en el primer australiano en ganar una etapa en cada una de las tres grandes vueltas.
Firmó con el Sky Procycling para la temporada de 2010 y formó parte del equipo en el Tour de Francia. Gerrans estuvo involucrado en un gran accidente en la etapa 8 lo que le provocó un brazo roto y que se retirara de la carrera.
En 2011, hizo podio al ser tercero en la Amstel Gold Race. En agosto, ganó la Vuelta a Dinamarca y poco después de esa victoria, se anunció que Gerrans se uniría al nuevo equipo australiano Orica GreenEDGE.
En enero de 2012, Gerrans ganó el Campeonato de Australia de Ciclismo en Ruta por primera vez, venciendo a Matthew Lloyd y a Richie Porte. Más tarde ganó el Tour Down Under. El 17 de marzo de 2012, Gerrans ganó la Milán-San Remo en un sprint de tres hombres, superando a Fabian Cancellara y a Vincenzo Nibali. Gerrans obtuvo el segundo lugar en la Clásica de San Sebastián y en septiembre obtendría la victoria en el Gran Premio de Quebec por delante de Greg Van Avermaet y Rui Costa. 
En 2013 Gerrans logró la victoria en la 5.ª etapa del Tour Down Under. En marzo venció en la 6.ª etapa de la Volta a Cataluña y en abril logró vencer en la 1.ª etapa de la Vuelta al País Vasco y repitió su tercer puesto en la Amstel Gold Race. En el Tour de Francia logró la victoria en la 3.ª etapa y en la 4.ª etapa, su equipo venció en la Contrarreloj por equipos, convirtiéndose en el líder de la carrera durante dos días.
En enero de 2014, Simon gana el Campeonato de Australia de Ciclismo en Ruta por segunda vez, relevando de este modo como campeón a Luke Durbridge. En esta ocasión batió al sprint al excampeón del mundo Cadel Evans y a Richie Porte. Esta victoria le permitió lucir el maillot de campeón nacional durante todo el año 2014 y pocos días después ganó el Tour Down Under por tercera vez. En abril nuevamente fue tercero (por tercera vez) en la Amstel Gold Race y una semana después ganó la Lieja-Bastoña-Lieja. Termina su temporada con un segundo puesto en el mundial de ruta, por detrás de Michał Kwiatkowski y ganándole un ajustado sprint a Alejandro Valverde.
El 7 de agosto de 2018 anunció su retirada del ciclismo, al término de dicha temporada, tras quince años como profesional y con 38 años de edad.

## Palmarés
| 2004 - 1 etapa del Herald Sun Tour - Tour de Corrèze 2005 - Herald Sun Tour, más 1 etapa - Tour de Finisterre - Gran Premio Industria e Commercio Artigianato 2006 - Tour Down Under, más 1 etapa - Herald Sun Tour 2007 - Gran Premio de Plumelec-Morbihan 2008 - 1 etapa del Critérium Internacional - 1 etapa de la Ruta del Sur - 1 etapa del Tour de Francia 2009 - 1 etapa del Giro de Italia - Gran Premio de Plouay - 1 etapa de la Vuelta a España 2011 - 3.º en el Campeonato de Australia en Ruta - Vuelta a Dinamarca | 2012 - Campeonato de Australia en Ruta - Tour Down Under - Milán-San Remo - Gran Premio de Quebec 2013 - 1 etapa del Tour Down Under - 1 etapa de la Volta a Cataluña - 1 etapa de la Vuelta al País Vasco - 1 etapa del Tour de Francia 2014 - Campeonato de Australia en Ruta - Tour Down Under, más 1 etapa - Lieja-Bastoña-Lieja - Gran Premio de Quebec - Gran Premio de Montreal - 2.º en el Campeonato del Mundo en Ruta - 3.º en el UCI WorldTour 2016 - Tour Down Under, más 2 etapas 2017 - 2.º en el Campeonato de Australia en Ruta |

## Resultados

### Grandes Vueltas
| Carrera | Carrera         | 2003 | 2004 | 2005  | 2006 | 2007 | 2008 | 2009 | 2010 | 2011 | 2012 | 2013 | 2014 | 2015  | 2016 | 2017 | 2018  |
| ------- | --------------- | ---- | ---- | ----- | ---- | ---- | ---- | ---- | ---- | ---- | ---- | ---- | ---- | ----- | ---- | ---- | ----- |
|         | Giro de Italia  | —    | —    | —     | —    | —    | —    | 43.º | —    | —    | —    | —    | —    | Ab.   | —    | —    | —     |
|         | Tour de Francia | —    | —    | 126.º | 77.º | 94.º | 77.º | —    | Ab.  | 96.º | 79.º | 80.º | Ab.  | Ab.   | Ab.  | —    | 107.º |
|         | Vuelta a España | —    | —    | —     | —    | —    | —    | Ab.  | Ab.  | —    | —    | Ab.  | —    | 114.º | 86.º | —    | —     |

### Clásicas, Campeonatos y JJ. OO.
| Carrera                 | Carrera                 | 2003 | 2004 | 2005 | 2006 | 2007 | 2008  | 2009 | 2010  | 2011 | 2012 | 2013 | 2014 | 2015 | 2016 | 2017  | 2018 |
| ----------------------- | ----------------------- | ---- | ---- | ---- | ---- | ---- | ----- | ---- | ----- | ---- | ---- | ---- | ---- | ---- | ---- | ----- | ---- |
| Strade Bianche          | Strade Bianche          | —    | —    | —    | —    | —    | —     | —    | —     | —    | —    | —    | —    | Ab.  | —    | —     | —    |
|                         | Milán-San Remo          | —    | —    | —    | —    | —    | 145.º | —    | —     | —    | 1.º  | 68.º | —    | —    | —    | 36.º  | —    |
| A través de Flandes     | A través de Flandes     | —    | —    | Ab.  | —    | —    | —     | —    | —     | —    | —    | —    | —    | —    | —    | —     | —    |
| E3 Harelbeke            | E3 Harelbeke            | —    | —    | Ab.  | —    | —    | —     | —    | —     | —    | —    | —    | —    | —    | —    | —     | —    |
|                         | Tour de Flandes         | —    | —    | 92.º | —    | —    | —     | —    | —     | —    | —    | —    | —    | —    | —    | —     | —    |
| Scheldeprijs            | Scheldeprijs            | —    | —    | 61.º | —    | —    | —     | —    | —     | —    | —    | —    | —    | —    | —    | —     | —    |
| Flecha Brabanzona       | Flecha Brabanzona       | —    | —    | 8.º  | —    | —    | —     | 52.º | Ab.   | —    | —    | —    | 46.º | —    | —    | 52.º  | —    |
| Amstel Gold Race        | Amstel Gold Race        | —    | —    | —    | —    | 37.º | 12.º  | 7.º  | 63.º  | 3.º  | 20.º | 3.º  | 3.º  | 70.º | 11.º | Ab.   | 79.º |
| Flecha Valona           | Flecha Valona           | —    | —    | 66.º | —    | 74.º | Ab.   | 8.º  | 54.º  | 21.º | —    | —    | —    | —    | —    | —     | 86.º |
|                         | Lieja-Bastoña-Lieja     | —    | —    | Ab.  | —    | Ab.  | 54.º  | 6.º  | 11.º  | 12.º | 19.º | 10.º | 1.º  | Ab.  | 33.º | 139.º | 77.º |
| EuroEyes Classics       | EuroEyes Classics       | —    | —    | —    | Ab.  | 58.º | Ab.   | —    | —     | —    | —    | —    | 3.º  | —    | —    | 76.º  | —    |
| Clásica San Sebastián   | Clásica San Sebastián   | —    | —    | —    | 53.º | 94.º | —     | —    | —     | 10.º | 2.º  | 34.º | Ab.  | —    | —    | 75.º  | Ab.  |
| Bretagne Classic        | Bretagne Classic        | —    | —    | 52.º | 18.º | 62.º | —     | 1.º  | 101.º | 2.º  | 12.º | —    | 51.º | —    | —    | 95.º  | 47.º |
| Gran Premio de Quebec   | Gran Premio de Quebec   | X    | X    | X    | X    | X    | X     | X    | —     | 32.º | 1.º  | —    | 1.º  | —    | —    | 58.º  | 90.º |
| Gran Premio de Montreal | Gran Premio de Montreal | X    | X    | X    | X    | X    | X     | X    | —     | 71.º | 4.º  | —    | 1.º  | —    | 66.º | —     | 92.º |
|                         | Giro de Lombardía       | —    | —    | —    | —    | —    | —     | Ab.  | —     | —    | Ab.  | —    | —    | Ab.  | —    | —     | Ab.  |
| JJ. OO. (Ruta)          | JJ. OO. (Ruta)          |      | —    | X    | X    | X    | 37.º  | X    | X     | X    | 83.º | X    | X    | X    | —    | X     | X    |
| Mundial en Ruta         | Mundial en Ruta         | 19.º | Ab.  | 86.º | 89.º | 66.º | Ab.   | 10.º | Ab.   | 79.º | 20.º | —    | 2.º  | 6.º  | —    | —     | —    |
| Australia en Ruta       | Australia en Ruta       | —    | —    | 8.º  | Ab.  | —    | 5.º   | —    | —     | 3.º  | 1.º  | 9.º  | 1.º  | —    | 6.º  | 2.º   | Ab.  |

—: no participa 

Ab.: abandono

## Equipos
- Ringerike (2003)
- Carvalhelhos-Boavista (2003)[2]
- AG2r Prévoyance (2004-2007)
- Crédit Agricole (2008)
- Cervélo Test Team (2009)
- Sky (2010-2011)
  - Sky Professional Cycling Team (2010)
  - Sky Procycling (2011)
- Orica-GreenEDGE (2012-2017)
  - Orica-GreenEDGE (2012-2015)
  - ORICA-BikeExchange (2016)
  - ORICA-Scott (2017)
- BMC Racing Team (2018)